# Виноградов, Василий Ксенофонтович
Василий Ксенофонтович Виноградов (10 марта 1843, Игрищи, Владимирская губерния — 18 сентября 1894, Феодосия, Таврическая губерния) — русский педагог, историк. Директор Феодосийской мужской гимназии. Действительный статский советник.

## Биография
Его отец Ксенофонт Степанович Виноградов (1818-после 1865) — служил с 1841 по 1865 год священником в селе Игрищи Юрьев-Польского уезда Владимирской губернии, позднее в станице Архангельской Кубанской области. Трое братьев Василия — Алексей, Иван и Фёдор — стали священнослужителями. Две сестры — Ольга и Евлампия — вышли замуж за священников. 

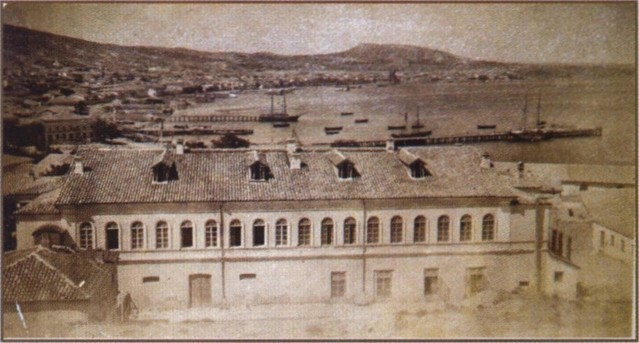
Первое здание Феодосийской мужской гимназии

Василий родился 10 марта 1843 года в селе Игрищи Юрьев-Польского уезда Владимирской губернии. Обучался и окончил отделение словесности историко-филологического факультета Новороссийского университета в 1869 году. Женился, в семье родился сын, но в 1870 жена скончалась. Женился повторно.
По выпуску работал учителем в Таганрогской гимназии.
«Все мы были молоды, работали охотно и дружно и, без хвастовства скажу, сделали Таганрогскую гимназию одним из симпатичнейших учебных заведений всего Одесского округа. Виноградову в этом случае принадлежала видная роль; он был одним из наиболее любимых преподавателей, как в мужской, так и в женской гимназиях. В Таганроге явился он душой общества, незаменимым членом всех педагогических собраний».
В 1873 году был назначен директором вновь открытой в Феодосии мужской прогимназии, в ней же преподавал русский язык и словесность. Семья Виноградовых переехала в Феодосию. В июле 1876 года благодаря его стараниям прогимназию преобразуют в шестиклассную. С 1883 года в ходе развития города и усилиями директора она получила статус полной классической гимназии. Дослужился на посту до гражданского чина действительный статский советник.
Умер 18 сентября 1894 года в Феодосии. Был похоронен на Старом кладбище Феодосии, ныне могила утрачена

## Общественная и научная деятельность
Как педагог В. К. Виноградов русского языка и словесности стремился глубоко проникнуть в их внутренний мир учеников. Изучал и совершенствовал методику преподавания. Публиковал статьи в журналах «Азовский вестник» и «Педагогический вестник», переводил работы немецких авторов. Путешествовал с гимназистами по Крыму, читал им лекции по истории Крыма и Феодосии.
Поэт М. Волошин, который не блистал учёбой, вспоминая 1893 год, когда он переехал с матерью в Коктебель и поступил в Феодосийскую гимназию так рассказал о первой встече:

Когда отзывы о моих московских успехах были моей матерью представлены в феодосийскую гимназию, то директор, гуманный и престарелый Василий Ксенофонтович Виноградов, развёл руками и сказал: «Сударыня, мы, конечно, вашего сына примем, но должен вас предупредить, что идиотов мы исправить не можем».
— Максимилиан Волошин. Записи 1932 года
Василий Ксенофонтович стал первым историком Феодосии — одного из старейших городов юга России и Крыма. В 1884 году он выпустил работу «Феодосия: исторический очерк», к столетию присоединения Крыма к России. Она не потеряла своего значения как источник до настоящего времени. Книга выдержала три издания и была по достоинству оценёна коллегами. В. К. Виноградов был избран в действительные члены Императорского Одесского общества истории и древностей (ООИД).
Он исполнял многочисленные общественные обязанности: был гласным городской думы, избирался почётным мировым судьёй, церковным старостой собора Святого Александра Невского и привокзальной церкви, участвовал в различных комиссиях, занимался устройством водопровода и другими общественными делами.

## Семья
- первая жена — Александра Ивановна, в девичестве Унтилова, бракосочетание в Одессе 14 апреля 1868 года, умерла 19 апреля 1870 года.
  - сын — Михаил Васильевич (1 марта 1869, Таганрог — 1934, Париж) — инженер-путеец, после Гражданской войны в эмиграции.
- вторая женой Софья Семёновна, в девичестве Каменская, дочь смотрителя Аккерманского уездного училища С. С. Каменского, родная сестра инспектора Таганрогской гимназии Е. С. Каменского.

С 18 мая 1892 года статский советник В. К. Виноградов, его жена Софья Семёновна и сын Михаил от первого брака указом Департамента Герольдии Правительствующего Сената от 15 октября 1887 года были внесены «в третью часть дворянской родословной книги Таврической губернии».

## Память
В 1895 году трудами его коллеги по гимназии Юрия Андреевича Галабутского вышел сборник с автобиографическими заметками В. К. Виноградова, воспоминаниями о нём. В Одессе вышла статья его коллеги по учёбе в Новороссийском университете и по работе в Таганрогской гимназии историка А. И. Маркевича. В 2003 году к 160-летию со дня рождения Василия Ксенофонтовича вышла статья профессора ТНУ Э. Б. Петровой. В 2011 году к 200-летию Феодосийского музея древностей вышло новое издание книги В. К. Виноградова «Феодосия: исторический очерк» с предисловием Т. М. Татаринцевой.